# Egia (Saint-Sébastien)
 (septembre 2020).
Si vous disposez d'ouvrages ou d'articles de référence ou si vous connaissez des sites web de qualité traitant du thème abordé ici, merci de compléter l'article en donnant les références utiles à sa vérifiabilité et en les liant à la section « Notes et références ».
Egia (en basque et officiellement, ou Eguía en espagnol) est un quartier situé dans la ville de Saint-Sébastien, province de Guipuscoa, dans la communauté autonome du Pays basque (Espagne).

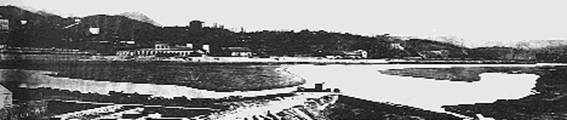
Quartier Eguía depuis l'orée du rio Urumea (XIXe siècle)

## Situation
Le quartier Eguía se situe sur une hauteur à l'est de Saint-Sébastien. Il était délimité anciennement par Gros, Alza, Loyola et le rio Urumea. Actuellement Eguía a été réduit aux terrains compris entre les voies de chemin de fer, de Mundaiz, Loyola, Polloe, Intxaurrondo et Gros. Il a une superficie approximative de 117 hectares.
Le quartier, plein de pentes et d'escaliers, comprend :
- dans la partie basse, la zone d'Atocha et le bord de l'Urumea jusqu'au pont de María Cristina, Pont de fer, Pont de Loyola et celui d'Amara ;
- les collines de la rue Eguía, Aldakonea, Jai-Alai et Loyola ;
- la partie moyenne, avec deux axes centraux : la rue Virgen del Carmen (Vierge du Carmen) et l'Avenue d'Ametzagaña (Rêve d'en haut en basque) ;
- dans les parties hautes Aldakonea, Konkorrenea, Alai ondo, Alai alde, Alto de Egia, Tolaregoia et des zones proches du cimetière.

## Approximation historique
Eguía doit son nom à la ferme du même nom qui existait dans cette zone depuis des temps anciens. Ce terrain a été occupé par des fermes, dont les habitants veillaient sur des potagers proches, presque toujours de leur propriété, et vendaient leurs produits sur les différents marchés de la ville aux donostiarrak (gentilé de Saint-Sébastien en basque). Quelques fermes comme Polloe-Enea, Konkorrenea, Aldakonea, Aldapa, Mundaiz, Alkolea… ont donné des noms au cimetière et différentes rues. Ainsi le quartier, jusqu'au premier tiers de ce siècle était consacré principalement à l'agriculture.
La construction de différents ouvrages qui ont été effectués durant des années sur les lots d'Egia a marqué la configuration actuelle du quartier :
- L'inauguration du chemin de fer le 15 août 1864.
- Les arènes d'Atocha, construites durant l'année 1869.
- Le fronton moderne, inauguré le 21 mai 1877.
- L'inauguration du cimetière de Polloe en 1887, qui engendra la fermeture de celui existant jusqu'alors dans le quartier de San Martín.
- L'arrivée de l'usine de tuiles en 1903.
- L'inauguration du stade de football de la Real Sociedad en 1913, le terrain de football d'Atocha.
- L'inauguration de l'usine de tabacs en 1913.
- Le remboursement du parc de Cristina Enea par le duc de Mandas à la mairie en 1917.

Avec la construction du cimetière on a ouvert plusieurs ateliers de marbrerie (Eguren et Altuna).
Ces circonstances ont commencé à donner de la vie au quartier. De même, les gens ont commencé à affluer à Atocha pour regarder les matchs de football, à la zone supérieure pour enterrer ou visiter leurs morts et quelques amateurs de cidre visitaient les nombreuses cidreries du quartier.
Durant l'année 1932 on a créé la Maison de la Maternité (Casa de la Maternidad) dans la colline d'Aldakonea, où se trouve aujourd'hui le Centre de Nazaret.
Au début du second tiers de ce siècle on a entamé les premières urbanisations dans la partie basse, Atocha et la colline d'Eguía.
L'évolution la plus importante commence dans les années cinquante devant le manque d'espace dans le centre de Saint-Sébastien pour la projection de nouvelles extensions. Cette prolifération dans les constructions coïncide avec une forte immigration qui, en majorité, recherche des logements dans le quartier, ceux-ci étant relativement économiques. Dans cette croissance on n'a pas respecté les normes urbaines, ni prévu aucun type d'équipement pour le quartier.
Plusieurs zones situées à Eguía sont arrivées à constituer de petits quartiers comme Atocha, San Francisco Javier, Alai Ondo, Alai Alde, Baztan, Aldakonea et ont leur histoire propre dont l'origine remonte dans certains cas aux fermes situées là et qui ont donné leur nom aux quartiers.
Durant les années 1950 il y avait très peu d'activité socio-culturelle dans le quartier. Il y avait deux sociétés gastronomiques, Donosti-Gain et Ur-Zaleak, qui organisaient ses festivités patronales, (le Coro et Madalenas). Un centre paroissial des franciscains qui utilisaient un local pour des activités récréatives et sportives, (football plagiste, handball).
Dans les années 1960, un autre centre paroissial à María Reina organisait des colonies pour enfants. Le Bar Tétouan créait des équipements de beach-foot. Egia disposait d'un cinéma, le Dunixi, situé au 9 de la rue Virgen del Carmel, qui a duré du 22 septembre 1967 au 22 juin 1977.
En 1970, le quartier avait une population de 19 000 habitants, supérieure à la population actuelle. Plus de 2 500 travailleurs, principalement des jeunes, vivaient dans des chambres louées.
Dans cette décennie, l'activité socio-culturelle s'est accrue dans le quartier. L'atmosphère bascophone qui était réduite à de petits groupes commence à resurgir. Un événement très important a été la création de l'Ikastola Aitor en 1967, par un groupe de parents, (une crèche au départ), qui voit grandir rapidement l'effectif scolaire. Un autre groupe crée un gau-eskola (aujourd'hui école en basque) pour « basquiser » les gens du quartier, qui donne des cours du soir au départ puis à des heures du jour dans divers centres.
En 1967 les habitants après une participation exemplaire, obtiennent qu'une ville de l'Institut National de la Sécurité sociale (l'Instituto Nacional de la Seguridad Social) (Ville Salia) soit consacrée à des services de quartier (garderie).
En 1969 apparaît le groupe de montagne Aitzarte qui organise des excursions dans les montagnes du Pays basque.
En 1973 on crée une association d'habitants qui regroupe 400 partenaires en commençant avec beaucoup de participation, en créant diverses commissions, etc. mais qui n'a pas beaucoup durée.
On utilise un local à Ametzagaña 19 comme Salle de classe de Culture dans laquelle on crée des débats, on crée un ciné-club, … On organise des festivités à Baztan (le Coro) et à San Francisco Javier. On crée un Ciné pour enfants, par un groupe de volontaires, devant le manque d'activités pour les petits, qui loue les locaux à la Paroisse de María Reina.
En 1976 apparaît le club Xavier de montagne et le groupe de danse Trebeska.
Un autre fait important de la fin de cette décennie est le décès de l'écologiste Gladys del Estal dans une marche contre les  centrales nucléaires et les Bardenas en 1979. Une grande partie du quartier a été très touchée par ce fait et a pris une part active dans les mobilisations qui ont été effectuées. De cet événement démarre la revendication de changer le nom du parc appelé officiellement Cristina enea.
En 1982 apparaissent les festivités des Porrontxos, qui d'une manière ouverte et progressive incorpore à la grande majorité de la jeunesse du quartier qui sont organisés en groupes, atteignant mille blouses durant quelques années. Les festivités du Coro disparaissent.
On effectue l'extension de l'Ikastola pour poursuivre la crèche, ce qui donne une importance à la scolarisation du quartier.
En 1983 la création et la croissance du Haur produit Txokoa Antxeta, qui en peu de temps obtient une grande projection dans le quartier. Apparaissent aussi les groupes de loisir Denok et Gailurrean.
Apparaît, dans plusieurs étapes, une Coordinatrice d'organismes, qui est préoccupée surtout des problèmes urbains.
En 1987 on inaugure le Gaztetxe (Maison des jeunes en basque) dans la vieille usine de Jareño qui dure peu de temps.
À l'heure actuelle l'identité de la Communauté est assez affirmée. Le processus naturel de coexistence et connaissance mutuelle, l'influence des trois sociétés gastronomiques culturelles, les ikastolak (écoles en langue basque), les Porrontxo Jaiak, les nombreux organismes culturels, l'omnisport, les différents services de la maison de la culture et autres entités sportives ont contribué à produire beaucoup de relations personnelles.

## Évolution démographique

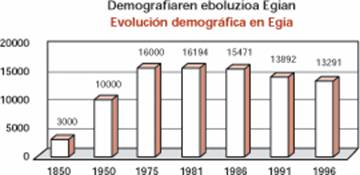
Evolution démographique de Eguía

Il n'existe pas de données probantes, mais apparemment de quelque 3 000 habitants en 1850, 16 184 en 1981 on passe à une population de quelque 10 000 en 1950, autour de 16 000 en 1975, 15 471 en 1986, 13 892 en 1991, ayant baissé à quelque 13 300 postérieurement (rôle de 1996).
On donne une augmentation progressive de population au fil des années. Dans la décennie 50, beaucoup de travailleurs viennent de l'extérieur. Quelques années plus tard, à la suite de l'augmentation du prix du logement à cause du processus de construction massive, l'essor de Saint-Sébastien comme ville devenant progressivement plus embourgeoisée, la création de postes de travail dans l'administration et les services de la ville dans leur ensemble, on installe dans le quartier des familles de niveau économique et social quelque peu supérieur. En même temps se produit une "desimmigration" (immigrants qui retournent à leurs lieux d'origine).

## Personnalités liées
- Duc de Mandas
- Pedro Cormenzana
- Gabino Urdanpilleta
- José María San Sebastián, Latxaga
- Arantxa Urretabizkaia

## Lieux particuliers
- Arènes d'Atocha
- Cimetière de Polloe
- Pont María Cristina
- Stade football d'Atocha
- Tabacalera
- Parc de Cristina Enea

## Rues du quartier
- Alaialde, Grupo / Alaialde Auzunea
- Alaiondo, Grupo / Alaiondo Auzunea
- Aldakonea, Rue de / Aldakonea Kalea
- Aldapa, Rue de / Aldapa Kalea
- Aldapabide, Rue de / Aldapabide Kalea
- Alkolea, Rue de / Alkolea Kalea
- Alkolea, Passage de / Alkolea Pasaia
- Ametzagaña, Rue de / Ametzagaña Kalea
- Baztan, Rue du / Baztan Kalea
- Blas de Otero, Place de / Blas de Otero Plaza
- Cristina-Enea, Parc de / Kristina-Enea Parkea
- Duque de Mandas, Allée du / Mandasko Dukearen Pasealekua
- Egia, Rue / Egia Kalea
- Egia, Chaussée de / Egiako Galtzara
- Federico García Lorca, Allée de / Federico Garcia Lorca Pasealekua
- Francia, Allée de / Frantzia Pasealekua
- Gabriel Aresti, Allée de / Gabriel Aresti Pasealekua
- Hirutxulo, Place de / Hirutxulo Plaza
- Iradiene, Rue de / Iradiene Kalea
- Iruresoro, Passage de / Iruresoro Pasaia
- Iruresoro, Place de / Iruresoro Plaza
- Iztueta, Rue de / Iztueta Kalea (límite)
- Jaialai, Rue de / Jaialai Kalea
- Kapitaiñene, Rue de / Kapitaiñene Kalea
- Konkorrenea, Rue de / Konkorrenea Kalea
- Luis Martín Santos, Place de / Luis Martin Santos Plaza
- Maestro Arbós, Allée du / Arbos Musikariaren Pasealekua
- Maldatxo, Rue de / Maldatxo Kalea
- María Cristina, Pont de / Maria Kristina Zubia
- María Dolores Agirre, Rue de / Maria Dolores Agirre Kalea
- Mundaiz, Rue de / Mundaiz Kalea
- Mundaiz, Pont de / Mundaiz Zubia (parcial)
- Pedro Cormenzana, Rue de / Pedro Cormenzana Kalea
- Polloe, Place de / Polloe Plaza
- Río Bidasoa, Rue du / Bidasoa Ibaiaren Kalea
- Río Deba, Rue du / Deba Ibaiaren Kalea
- Río Oiartzun, Rue du / Oiartzun Ibaiaren Kalea
- San Cristóbal, Rue de / San Kristobal Kalea
- San Francisco Javier, Rue de / San Frantzisko Xabier Kalea
- Sibilia, Rue de / Sibilia Kalea (límite)
- Tejería, Rue de la / Tejeria Kalea
- Teresa de Calcuta, Place de / Teresa de Calcuta Plaza
- Tolaregoia, Rue de / Tolaregoia Kalea
- Tturkoene, Rue de / Tturkoene Kalea
- Urumea, Allée de l' / Urumea Pasealekua
- Ur Zaleak, Passage de / Ur Zaleak Pasaia
- Virgen del Carmen, Rue de la / Karmengo Andre Mariaren Kalea
- Xabier Aizarna, Rue de / Xabier Aizarna Kalea
- Zubiaurre, Allée de / Zubiaurre Pasealekua (parcial)
- Zuhaizti, Place de / Zuhaizti Plaza